# Llanrhaeadr-ym-Mochnant
Llanrhaeadr-ym-Mochnant est un village et une communauté du Powys, au pays de Galles.

## Géographie
Llanrhaeadr-ym-Mochnant est situé dans le nord du Powys, à une quinzaine de kilomètres à l'ouest de la ville d'Oswestry. Son nom fait référence à l'ancien cantref de Mochnant (en).
La communauté correspond à deux anciennes paroisses partagées entre les comtés historiques du Denbighshire et du Montgomeryshire. Elle comprend aussi le hameau de Llanarmon Mynydd Mawr (en).
La grande cascade de Pistyll Rhaeadr (en) se trouve à quelques kilomètres au nord-ouest du village.

## Démographie
Au recensement de 2011, la communauté de Llanrhaeadr-ym-Mochnant comptait 1 195 habitants.